# Суставная мышца колена
Суставная мышца колена (лат. Musculus articularis genus) — небольшая мышца передней группы бедра.
Представляет собой плоскую пластинку, состоящую из нескольких хорошо выраженных мышечных пучков. Залегает на передней поверхности бедренной кости под средней широкой мышцей бедра.
Начинается от передней поверхности нижней трети бедренной кости и, направляясь вниз, прикрепляется к передней и боковой поверхностям капсулы коленного сустава.

## Функция
Натягивает капсулу коленного сустава.